# Marie-Eugénie du Tillet
Marie-Eugénie du Tillet é uma personagem da Comédia Humana de Honoré de Balzac, que aparece principalmente em Une fille d'Eve. Nascida em 1814, ela tem dezessete anos quando se casa com Ferdinand du Tillet, que a engana cinco anos mais tarde com uma mulher de cinqüenta anos: madame Roguin.
Tem uma infância infeliz com sua irmã mais velha, Marie-Angélique, por causa de sua mãe, religiosa fanática e histérica; seu pai, monsieur de Granville, não pode compensar os maus tratos senão afastando suas filhas, colocando-as num pensionato.
Marie-Eugénie encontra alguma consolação nas aulas de piano que lhe dá Wilhelm Schmucke, o amigo de Sylvain Pons, o primo Pons. É, aliás, a Schmucke a que ela apela quando sua irmã mais velha se encontra em dificuldade financeira por causa de Raoul Nathan. Ela faz com que ele assine letras de câmbio. E pela primeira vez em sua vida, ela reage contra seu marido, que lhe exige contas que ela recusa dar. Ela consegue salvar sua irmã graças à ajuda de Delphine de Nucingen e à benevolência de seu cunhado, Félix de Vandenesse.
Marie-Eugénie é mencionada por Émile Blondet em La Maison Nucingen.